# Hana Moon
Hana Moon (født i Busan, Sydkorea) er en sydkoreansk skuespillerinde, der er mest kendt for at lægge stemme til Toshiko Kasen i Grand Theft Auto: Liberty City Stories fra 2005. Hun har også optrådt i tv-shows som Army Wives, All My Children, og Law & Order.